# Озерецкий, Николай Иванович
Николай Иванович Озерецкий (7 октября 1893, Орехово-Зуево — 7 марта 1955, Москва) — советский учёный-психиатр, специалист в области детской и подростковой психиатрии, академик АМН СССР (1948).

## Биография
Родился 7 октября 1893 года.
В 1917 году — окончил медицинский факультет МГУ.
С 1918 по 1921 годы — участвовал в гражданской войне в должности старшего врача санитарного поезда.
В 1929 году — возглавлял кафедру психопатологии детства Ленинградского педагогического института, исполняет обязанности консультанта института судебной психиатрии.
С 1933 года — руководил кафедрой детской психиатрии (с 1937 года — это вторая кафедра психиатрии) 1-го ЛМИ.
С 1938 года — заместитель директора по научной работе института.
В годы Великой Отечественной войны и в условиях ленинградской блокады организовал работу института: преподавателей, студентов и больных, затем руководил эвакуацией ленинградских медицинских ВУЗов по «Дороге жизни» и которые в дальнейшем прибыли в Красноярск, где медвузы были объединены в один Красноярский медицинский институт (сейчас Красноярский государственный медицинский университет), директором которого и был назначен.
После снятия ленинградской блокады вернулся в 1-й ЛМИ, который возглавлял его с 1943 до 1949 года, одновременно заведует кафедрой психиатрии.
В 1948 году — избран академиком АМН СССР, был избран членом президиума АМН СССР.
Умер 7 марта 1955 года в Москве, похоронен на Литераторских мостках Волковского кладбища (Павловская дорожка). В 1957 году на могиле установлена мраморная стела с барельефным портретом (скульптор Н. А. Соколов, архитектор А. Н. Корнилова.

## Научная деятельность
Специалист в области детской и подростковой психиатрии.
Автор 75 работ, в том числе в 4 монографии и 3 руководства по детской психопатологии, судебно-психиатрической экспертизе несовершеннолетних и общей психиатрии.
Автор метода и метрической шкалы для исследования моторики детей и подростков; разработал дифференциально-диагностические критерии судебно-психиатрической оценки психического состояния детей и подростков при энцефалитах различной этиологии, эпилепсии, шизофрении, неврозах и психопатиях. Среди прочего, разработал в 1930-е гг. пробу на реципрокную координацию, включённую позднее А. Р. Лурия в комплекс нейропсихологических диагностических методик и используемую при проведении нейропсихологической диагностики по сей день.
Вел исследования, посвящённые проблеме лечения и воспитания больных неврозами детей и подростков, а также изучал нарушения психики при алиментарной дистрофии и сосудистых заболеваниях.
Являлся заместителем председателя правления Всесоюзного и председателем правления Ленинградского общества психиатров и невропатологов.

### Сочинения
- Монография «Моторная одаренность» (1924);
- Монография «Трудновоспитуемые дети, имущественные правонарушения детей и подростков» (1932);
- Монография «Психопатология детского возраста» (1934);
- Монография «Невропатология детского возраста» (1935);
- Кербиков О. В., Озерецкий Н. И., Попов Е. А., Снежневский А. В.. Учебник психиатрии. — М.: Медгиз, 1958 (издан после смерти).

## Награды
- Орден Трудового Красного Знамени